# Raimon Algueró i Fortuny
Raimon Algueró i Fortuny (Móra d'Ebre, Ribera d'Ebre, 24 de setembre de 1931 - 20 d'abril de 2017) va ser un sacerdot jesuïta, pedagog i excursionista català, vinculat al Col·legi Casp-Sagrat Cor de Jesús.
Nascut a la desapareguda Clínica Borràs, a Móra d'Ebre, va entrar a la Companyia de Jesús el 1949, al Monestir de Veruela. Va estudiar filosofia i teologia, a partir del 1953, a Sant Cugat del Vallès i va començar exercint de professor de matemàtiques i religió a l'escola Montesión de Mallorca, on va estar del 1955 al 1958. Tornat a Barcelona, va seguir amb els estudis fins a ordenar-se sacerdot el 1961. Durant més de mig segle ha estat a l'escola dels Jesuïtes de Casp. Durant tota la seva vida ha estat un amant de l'excursionisme.

## Tractament
- Del 24 de setembre de 1931 al 1949: Senyor Raimon Algueró i Fortuny
- Del 1949 al 20 d'abril de 2017: Reverend Pare Raimon Algueró i Fortuny, S. J.[6]